# Iota2 Cygni
Iota2 Cygni (ι2 Cygni / ι2 Cyg) è una stella visibile nella costellazione del Cigno di magnitudine apparente 3,77. La denominazione di Bayer Iota Cygni è normalmente riferita a questa stella, in quanto la stella apparentemente vicina in cielo e denominata Iota1 Cygni è spesso chiamata con la nomenclatura di Flamsteed, ossia 7 Cygni. Iota2 Cygni, in apparenza più brillante di 7 Cygni vista dalla Terra, è in realtà molto più vicina a noi, distando 121 anni luce rispetto ai 350 a.l. di Iota1 Cygni.

## Osservazione
La sua posizione fortemente settentrionale fa sì che questa stella sia osservabile specialmente dall'emisfero boreale, in cui si mostra alta nel cielo nella fascia temperata; dall'emisfero australe la sua osservazione risulta invece più penalizzata, specialmente al di fuori della sua fascia tropicale. Essendo di magnitudine +3,77, la si può osservare anche dai piccoli centri urbani senza difficoltà, sebbene un cielo non eccessivamente inquinato sia maggiormente indicato per la sua individuazione.
Il periodo migliore per la sua osservazione nel cielo serale ricade nei mesi compresi fra fine giugno e novembre; nell'emisfero nord è visibile anche per tutto l'autunno, grazie alla sua declinazione, mentre nell'emisfero sud può essere osservata in particolare durante i mesi del tardo inverno australe.

## Caratteristiche
Si tratta di una stella bianca di sequenza principale di tipo spettrale A5Vn, 36 volte più luminosa del Sole e avente una massa 2,2 volte superiore. Ha un raggio 3,1 volte quello solare, una temperatura superficiale di 8265 K e ruota su sé stessa piuttosto velocemente, ad una velocità di 220 km/s; infatti la lettera n nella sua classificazione spettrale si riferisce a linee di assorbimento piuttosto allargate, la cui causa è l'alta velocità di rotazione.